# Mekar Sari (Rantau Alai)
Mekar Sari is een bestuurslaag in het regentschap Ogan Ilir van de provincie Zuid-Sumatra, Indonesië. Mekar Sari telt 1478 inwoners (volkstelling 2010).